# Hulu (köpinghuvudort i Kina, Hunan Sheng, lat 28,54, long 109,76)
Hulu (kinesiska: 葫芦, 葫芦镇) är en köpinghuvudort i Kina. Den ligger i provinsen Hunan, i den södra delen av landet, omkring 320 kilometer väster om provinshuvudstaden Changsha. Antalet invånare är 15 236. Befolkningen består av 7 167 kvinnor och 8 069 män. Barn under 15 år utgör 16,0 %, vuxna 15-64 år 72 %, och äldre över 65 år 10,0 %.
Runt Hulu är det tätbefolkat, med 319 invånare per kvadratkilometer. Närmaste större samhälle är Guyang, 18,7 km öster om Hulu. I omgivningarna runt Hulu växer i huvudsak blandskog.
Genomsnittlig årsnederbörd är 1 848 millimeter. Den regnigaste månaden är maj, med i genomsnitt 327 mm nederbörd, och den torraste är januari, med 41 mm nederbörd.